# Joseph-Marie-Louis Humbrecht
Joseph-Marie Humbrecht est un ecclésiastique français qui est né en 1853 et mort en 1927. Il fut évêque de Poitiers de 1911 à 1918 et archevêque de Besançon de 1918 à 1927.

## Biographie

### Prêtre
Il est né en Alsace dans le village de Gueberschwihr dans une famille de viticulteurs. Il fait ses études chez les Frères de Marie à Saint-Hyppolite et il poursuit ces dernières au petit séminaire de Zillisheim. Durant la guerre franco-prussienne il coupe les fils télégraphiques de l'armée allemande et se réfugie à Suarce. Il entre après la guerre au grand séminaire de Besançon  et fut ordonné prêtre pour l'archidiocèse de Besançon en 1877. Il se rend à Belfort et est nommé aumonier de l'Ecole Normale de Belfort. Il est curé fondateur de la paroisse Saint-Joseph à Belfort de 1883 à 1904. Très attaché à l'histoire locale, il fait alors partie de la société belfortaine d'émulation et est reçu comme membre actif dès 1890. Il est même nommé membre d'honneur par son élévation à l'épiscopat en 1913.
Il quitte Belfort pour rejoindre Besançon le 21 avril 1904 sous demande de  Fulbert Petit pour devenir vicaire général. À la suite du décès de ce dernier le 6 décembre 1909, il est élu vicaire capitulaire pour administrer le diocèse pendant la vacance du siège. Le successeur de Fulbert Petit, François-Léon Gauthey, le fait nommer protonotaire apostolique surnuméraire le 30 décembre 1910.

### Évêque
Le 1er septembre 1911 il est nommé par le pape Pie X évêque de Poitiers. Il est sacré évêque le mois suivant par François-Léon Gauthey à Besançon. Il fait son entrée à Poitiers le mercredi 15 novembre 1911.       Son ministère à Poitiers dure moins de 7 ans puisque le 14 septembre 1918 il est nommé au siège archiépiscopal de Besançon en remplacement de François-Léon Gauthey, décédé deux mois plus tôt.

## Armoiries
Il porte les armoiries de la famille Humbrecht : « d'or au chevron de sable chargé de trois fleurs de lis d'argent ».